# Kabak (rejon lepelski)
Kabak (biał. Кабак, ros. Кабак, Kabak) – wieś na  Białorusi, w obwodzie witebskim, w rejonie lepelskim, w sielsowiecie Kamień (Kamień).

## Geografia
Wieś leży na zachodnim brzegu jeziora Kabak, które oddziela ją od miejscowości Dwor Babcza, a także na północny zachód od jeziora Babcza. Za polami położonymi na zachód od miejscowości Kabak znajduje się większe jezioro Niehraza. 

## Historia
W 2 poł. XIX w. Kabak znajdował się w powiecie lepelskim guberni witebskiej. Według Słownika geograficznego Królestwa Polskiego i innych krajów słowiańskich na początku XX w. we wsi nad jeziorem Niehryz w 8 domach żyło 52 mieszkańców. Znajdowała się tu też cerkiew.
W okresie międzywojennym miejscowość znajdowała się w strukturach BSRR.